# Listă cu primari trecuți la PD-L în legislatura 2004-2008
Aceasta este o listă cu primari aleși în 2004, care pe parcursul mandatului au trecut la Partidul Democrat-Liberal. Lista este incompletă și se bazează în principal pe datele privitoare la primarii aleși în primul tur de scrutin la alegerile locale din 2008 în județele din Transilvania și Banat, respectiv pe datele privind candidații pentru al doilea tur de scrutin.

## A
- Nicolae Aaniței (PSD), Curtici
- Augustin Albert (Uniunea Slovacilor), Șinteu, Bihor

## B
- Păun Baba (PSD), Slatina-Timiș, Caraș-Severin
- Ioan Baliban (Independent), Tăuteu, Bihor
- Ioan Balint (PSD), Uileacu de Beiuș, Bihor
- Mihai Ban (PSD), Sintea Mare, Arad
- Nicolae Bărcean, (PUR), Mărtinești, Hunedoara
- Aurel Bejan (PSD), Gepiu, Bihor
- Ioan Bob (PSD), Șintereag, Bistrița-Năsăud
- Flore Bocșe (PRM), Olcea, Bihor
- Gheorghe Bondar (PNL), Batăr, Bihor
- Aurel Bondor (PUR), Apateu, Arad
- Vasile Borș (PSD), Maieru, Bistrița-Năsăud
- Valentin Bot (PUR), Șiria, Arad
- Ilie Botgros (PSD), Aninoasa
- Vergiliu Briceag (PSD), Vrani, Caraș-Severin

## C
- Ilie Canea (PSD), Lăpușnicel, Caraș-Severin
- Mihai Carp (PSD), Dorna Candrenilor, Suceava
- Eugen Cernescu (PSD), Tomești, Timiș
- Stelian Chirilă (PNL), Broșteni
- Pavel Cialma (Independent), Cărand, Arad
- Avram Ciev (PSD), Bârsa, Arad
- Petru Coldea (PSD), Mănăstireni, Cluj
- Petre Coste (PSD), Jucu, Cluj
- Marius Crucean (Acțiunea Populară), Agnita
- Vasile Cuceu (Forța Democrată), Cehu Silvaniei

## D
- Gheorghe Dăneț (PUR), Coronini, Caraș-Severin
- Sorin Degău (PSD), Buntești, Bihor
- Nicolae Drăgănescu (PSD), Cornea, Caraș-Severin

## E
- Dorin Ecobici (PSD), Rusca Montană, Caraș-Severin

## F
- Sabina Fărcuța (Independent), Drăgești, Bihor
- Gheorghe Feieș (PRM), Sebiș
- Nicolae Furdui (PSD), Berzasca, Caraș-Severin

## G
- Andrei Gârjan (PSD), Naidăș, Caraș-Severin
- Vasile Graur (PRM), Lovrin, Timiș

## H
- Radu Herciu (PSD), Bătrâna, Hunedoara
- Gheorghe Hermeanu (PSD), Bran, Brașov
- Ioan Huldușan (PSD), Pălatca, Cluj

## I
- Gheorghe Ile (PUR), Vulcan
- Aurel Ille (PSD), Tărcaia, Bihor
- Silviu Ioachim (PSD), Valea Crișului, Covasna
- Cătălin Iordache (PSD), Șaru Dornei, Suceava
- Viorel Ișfan (PSD, Zorlențu Mare, Caraș-Severin
- Iosif Iuhaneac (PSD), Popești, Bihor
- Vasile Iusco (PSD), Dragomirești

## K
- Gabriel Koller (PSD), Sacoșu Turcesc, Timiș

## L
- Constantin Lazăr (PUR), Poiana Sibiului, Sibiu
- Gheorghe Lazea (PNȚCD), Recea, Brașov
- Ioan Lăzău (PSD), Căbești, Bihor
- Sorin Lehene (PSD), Aghireșu, Cluj
- Mirco Lehici (PSD), Răcășdia, Caraș-Severin
- Ștefan Lozici (PSD), Cornereva, Caraș-Severin
- Aurel Luca (PSD), Berzovia, Caraș-Severin
- Minodora Luca (PSD), Băișoara, Cluj
- Ilie Lungu (PNL), Salcea
- Ion Lungu (PNL), Suceava
- Aurel Lup (PUR), Turdaș, Hunedoara
- Flaviu Lupșan (PSD), Lunca Ilvei, Bistrița-Năsăud

## M
- Arsenie Maroșan (PSD), Balc, Bihor
- Dumitru Maghiar (PSD), Sânnicolau Român, Bihor
- Lenuța Mercea (PSD), Tinca, Bihor
- Ioan Cornel Miculescu (PSD), Secaș, Timiș
- Mircea Dorel Marcu (PSD), Șura Mică, Sibiu
- Elena Marian (PSD), Brateiu, Sibiu
- Margareta Marincoiu (PNȚCD), Ticvaniu Mare, Caraș-Severin
- Nicolae Mihălțan (PSD), Ohaba, Alba
- Teodor Mocioran (PSD), Curățele, Bihor
- Elena Moise (PUR), Dognecea, Caraș-Severin
- Eugen Moldovan (PSD), Suplacu de Barcău
- Petrică Moldovan (PSD), Conop, Arad
- Nicolae Mosora (PSD), Daneș, Mureș
- Martin Motolan (PSD), Slatina-Timiș, Caraș-Severin
- Liviu Muntean (PNG), Nădrag, Timiș
- Sever Mureșan (PUNR), Telciu, Bistrița-Năsăud
- Dănuț Mușa (PSD), Vărădia, Caraș-Severin

## N
- Gheorghe Nastor (PSD), Gottlob, Timiș
- Alexandru Nășcan (PSD), Rodna, Bistrița-Năsăud
- Nicolae Neag (PSD), Dobrești, Bihor
- Iosif Necșu (PSD), Topolovățu Mare, Timiș

## O
- Ioan Viorel Ohn (PSD), Berliște, Caraș-Severin
- Nicolae Onica (PUR), Criștioru de Jos, Bihor

## P
- Gheorghe Paica (PNȚCD), Bucoșnița, Caraș-Severin
- Iancu Panduru (PSD), Mehadia, Caraș-Severin
- Ioan Pîrv (PUR), Petreștii de Jos, Cluj
- Ilie Păducel (PSD), Petrila
- Gheorghe Pleș (PSD), Tauț, Arad
- Silviu Ponoran (PNL), Zlatna
- Vasile Ponoran (PSD), Văliug, Caraș-Severin
- Aurel Popa (PSD), Săcădat, Bihor
- Dorin Popa (PUNR), Iara, Cluj
- Mihai Popenciu (PSD), Părău, Brașov
- Lucian Popuș (PSD), Sânmartin, Bihor
- Gheorghe Prăsnescu (PSD), Cărbunari, Caraș-Severin

## R
- Vasile Racolța (PSD), Călărași, Cluj
- Vasile Radu (PSD), Merghindeal, Sibiu
- Sorin Ranga (PSD), Cojocna, Cluj
- Isidor Răcilă (PUR), Stulpicani, Suceava
- Iosif Retter (PSD), Pâncota
- Viorel Roșca (Partidul Național Antitotalitar Renașterea României), Brebu, Caraș-Severin
- Neculai Rusu (PRM), Râșca, Suceava

## S
- Ioan Sas (PNG), Pișchia, Timiș
- Vasile Adrian Silași (PNȚCD), Chiochiș, Bistrița-Năsăud
- Vasile Silea (PER), Ucea, Brașov
- Antonie Solomon (PSD), Craiova
- Ioan Stegerean (PSD), Fărcașa, Maramureș
- Ioan Stoia (PSD), Forotic, Caraș-Severin
- Lucian Stoicu (Independent), Vinga, Arad
- Nicolae Susa (PSD), Goruia, Caraș-Severin

## Ș
- Iosif Șargan (PSD), Gătaia
- Gheorghe Ștefan (PNL), Piatra Neamț
- Toader Ștețcu (PSD), Moisei, Maramureș

## T
- Daniel Thellmann (FDGR), Mediaș

## Ț
- Zenovia Violeta Țăran (PSD), Drăgoiești, Suceava
- Pavel Țica (PSD), Beliu, Arad

## V
- Ioan Vasinca (PSD), Câmpia Turzii
- Ioan Vasu (PSD), Râciu, Mureș